# 安養院 (板橋区)
安養院（あんよういん）は、東京都板橋区東新町にある真言宗豊山派の寺院。山号は武王山。本尊は阿弥陀如来。なお、この寺には、「板橋七福神」のうちの弁才天が祀られている。

## 歴史
言い伝えによれば、1257年（正嘉元年）に北条時頼が持仏の摩利支天を安置したことが起源という。その後の兵乱により灰燼に帰したが、1688年（元禄元年）に祐淳大比丘が再興し現在の山寺号に改められたと伝えられる。

## 文化財
- 重要美術品
  - 梵鐘 - 享和2年（1802年）の鋳造。銘文には元禄2年（1689年）の旧鐘の銘が再録されている。昭和18年（1943年）、旧法に基づく重要美術品に認定された。他に重要美術品の半鐘もあったが、昭和28年（1953年）に盗難に遭っている[4]。

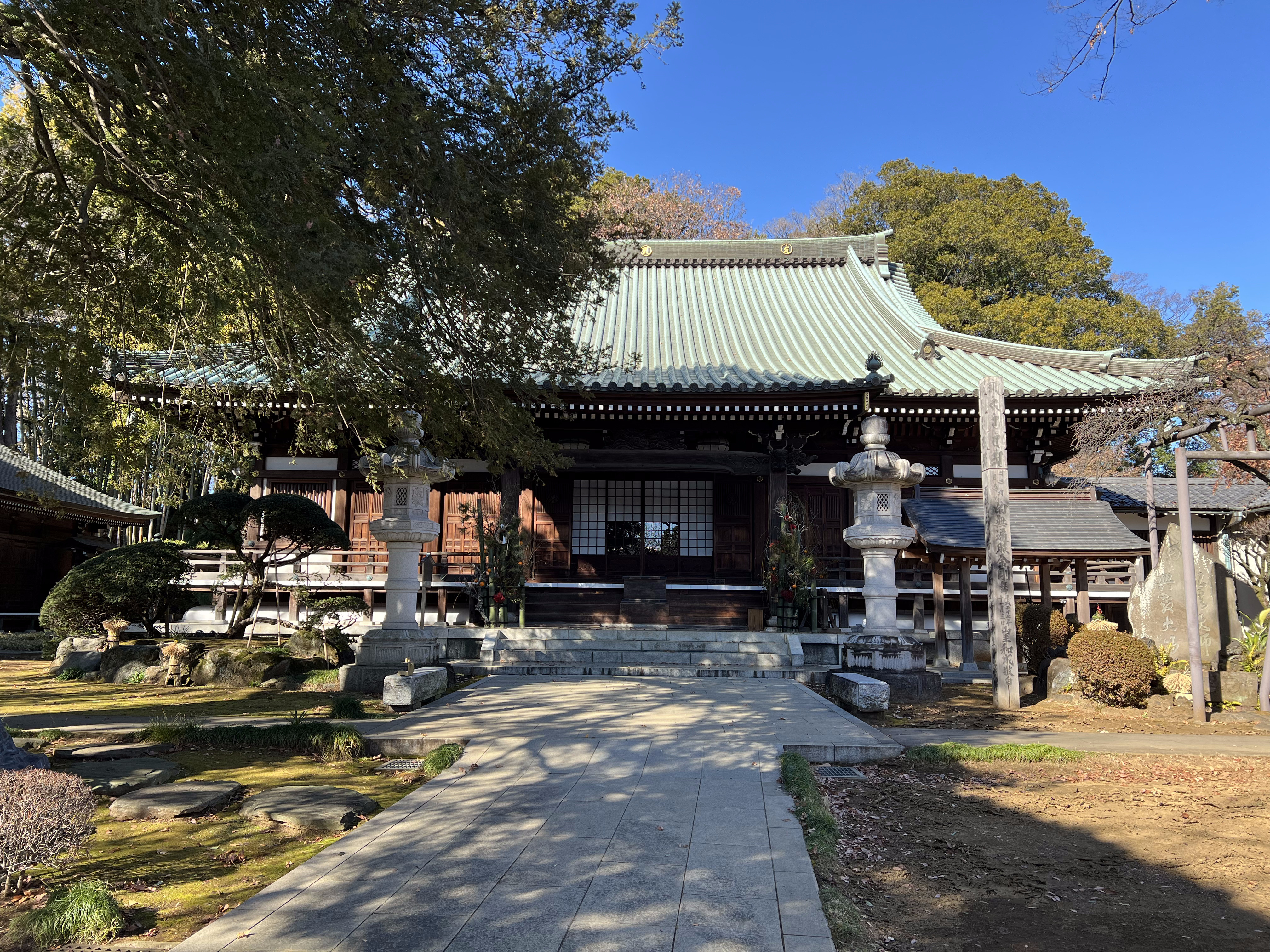
本堂
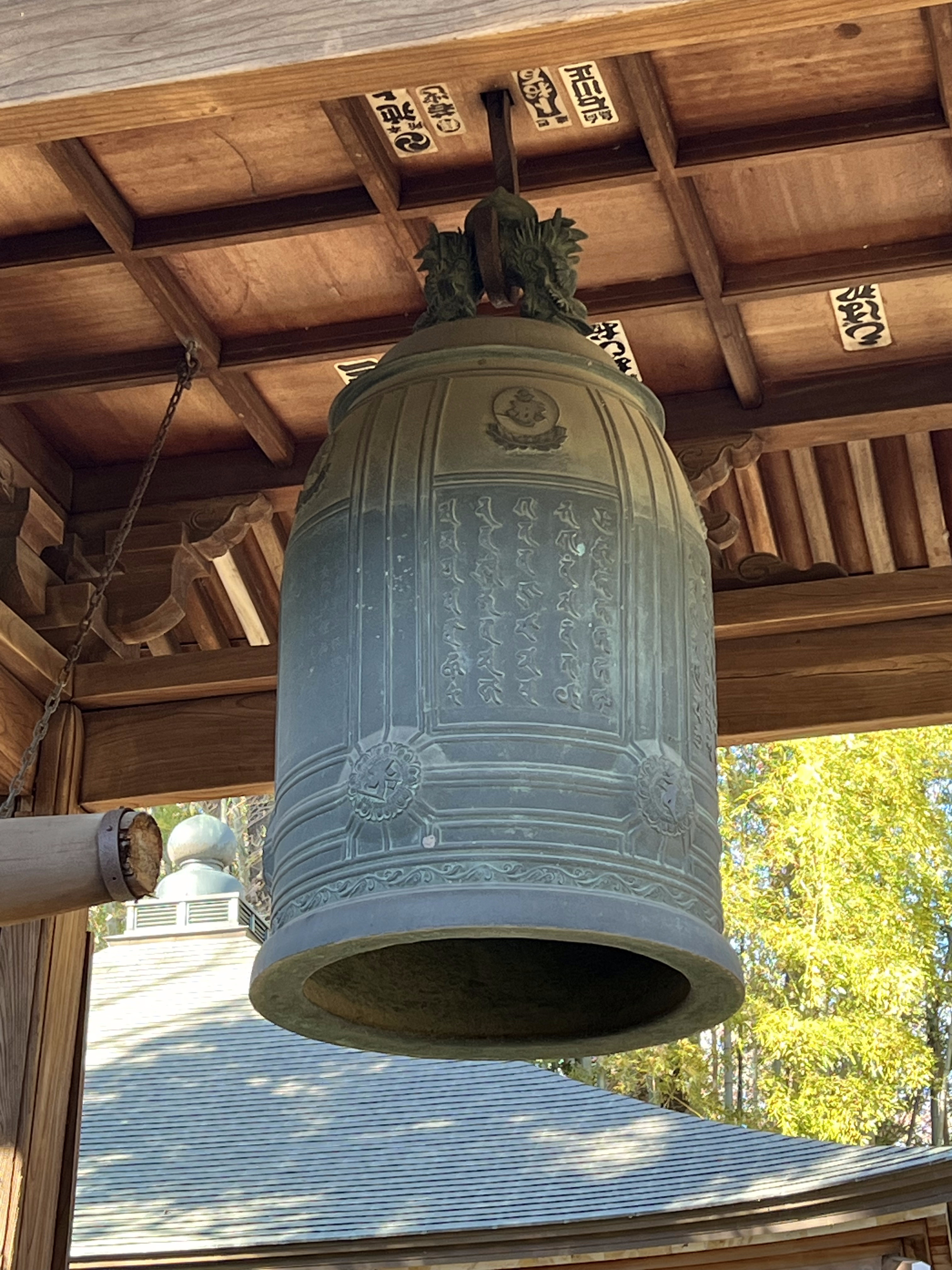
梵鐘
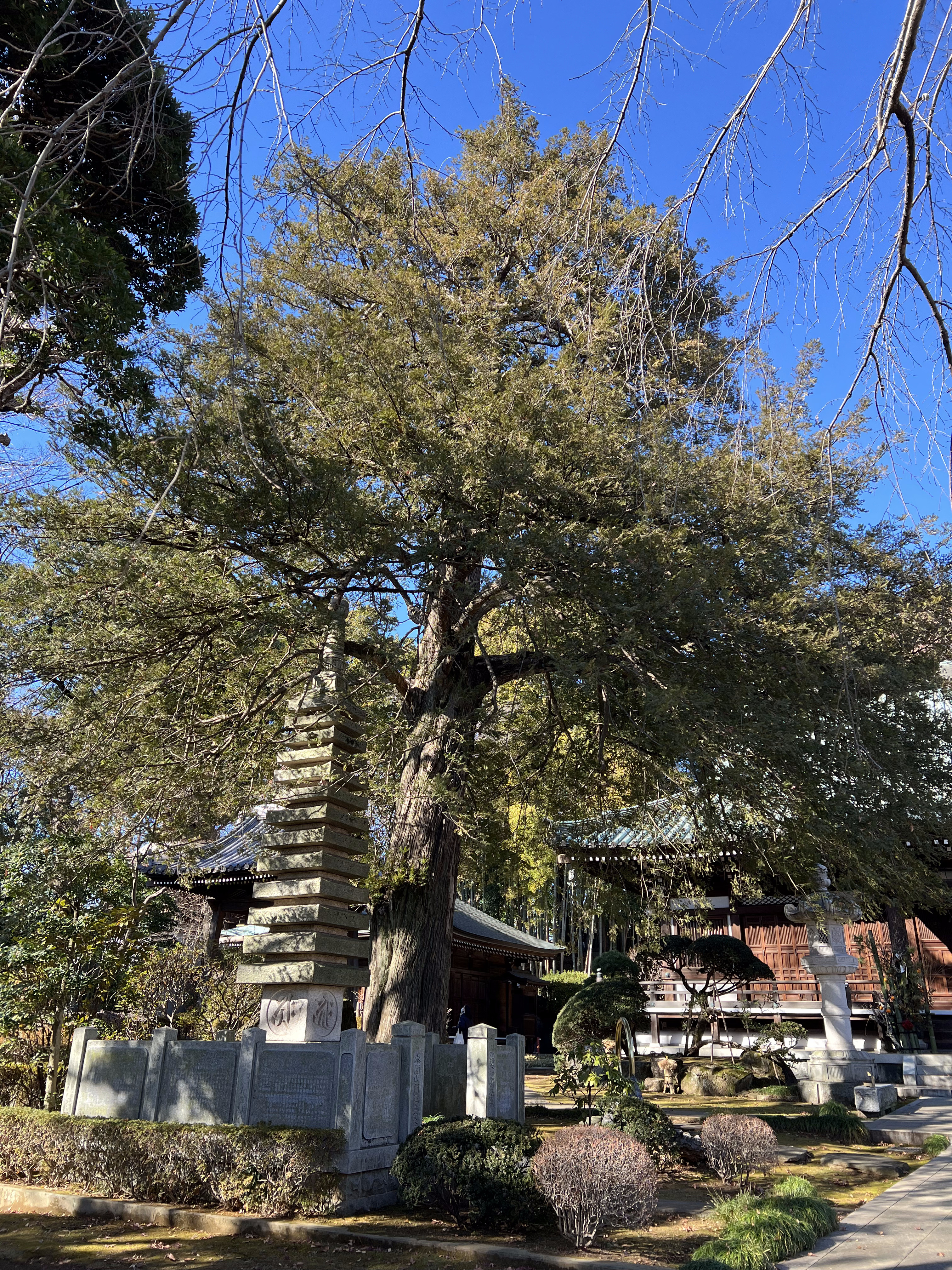
カヤ

- 板橋区指定有形文化財
  - 紅頗梨色阿弥陀如来坐像[1]
  - 釈迦四面像[1]
- 板橋区登録有形文化財
  - 安養院文書[5]
- 板橋区登録天然記念物
  - カヤ[1]

- 本堂
- 梵鐘
- カヤ